# Browarnictwo w Zawierciu
Browarnictwo w Zawierciu swoją historią sięga XIX wieku. Obecnie (stan na 2020) na terenie Zawiercia funkcjonują dwa browary: Browar na Jurze i Browar Jana.

## Nieistniejące browary

### Browar na Mermerowiźnie
Browar na Mermerowiźnie był zakładem znajdującym się na terenie obecnego Kromołowa. Wzmianka o nim pochodzi z końca XVIII wieku. Browar był częścią kompleksu budynków, który mieścił również m.in. gorzelnię.

### Browar Herzberga
Browar założył Mosze Herzberg w 1886 roku w dzielnicy Stary Rynek, jednak zrobił to niezgodnie z prawem. Sprawa dotyczyła sprzedaży piwa w Porębie, do której prawa miał Jan Mecner. Początkowo Mecner domagał się zamknięcia browaru Herzberga przez Izbę Skarbową i Zarząd Akcyzy, a w 1889 roku wystąpił na drogę sądową. W 1901 roku sąd zasądził odszkodowanie w wysokości 32000 rubli, z czego połowę miał wypłacić Herzberg, a połowę administracja.
W początkowym okresie (1886–1889) średnia produkcja piwa wynosiła 3650 beczek. Po 1887 roku dobudowano lodownię i rozpoczęto produkcję piwa bawarskiego. Na początku XX wieku współwłaścicielem browaru został J.Windman. Do 1905 roku browar był jedynym zakładem piwowarskim na terenie Zawiercia, jednak konkurencja w postaci browarów Salomona Habermana spowodowała spadek dochodów. W 1912 roku Herzberg i Windman sprzedali browar F.Kobuszewskiemu i dołączyli do spółki Habermana. W tym okresie browar produkował około tysiąc hektolitrów piwa rocznie. W 1914 roku browar Kobuszewskiego zakończył działalność.

### Browar nad Wartą
Salomon Haberman, prowadzący od 1898 roku w Kromołowie sprzedaż trunków, w 1905 roku założył browar w tej miejscowości. O lokalizacji zadecydowała prawdopodobnie wysoka jakość wody pochodzącej ze źródeł Warty. Do 1907 roku zakład zatrudniał czterech robotników i produkował dwa tysiące hektolitrów piwa. W 1908 roku następuje rozbudowa browaru: do ośmiu pracowników zwiększone zostaje zatrudnienie, a produkcja jest większa o trzy tysiące hektolitrów, a także doprowadzone zostaje łącze telefoniczne. Browar produkował wówczas piwo pilzneńskie i bawarskie. W 1911 roku nowym dzierżawcą browaru w miejsce dotychczasowego Mosze Herzberga został Mosze Brewda. W latach 1912–1913 nastąpiło zmniejszenie produkcji. W 1920 roku zakład zatrudniał szesnastu pracowników i produkował pięć tysięcy hektolitrów piwa. W następnych latach dwukrotnie zredukowano zatrudnienie oraz produkcję. W latach 30. przedsiębiorstwo produkowało m.in. piwo „Zdrój Warciański” w butelkach oraz beczkach o pojemności 12,5, 25, 50 i 100 litrów. W 1939 roku na skutek II wojny światowej zakład zaprzestał produkcji, której później już nie wznowił. Po wojnie zabudowania dawnego browaru pełniły funkcję świetlicy, a później siedziby Źródła Kromołów, a w 1999 roku zostały rozebrane.

### Browar Zawiercie
Założycielem browaru był Salomon Haberman, który w 1908 roku wystąpił o koncesję na budowę. Browar znajdował się przy ul. Towarowej 14, w sąsiedztwie huty szkła i produkował piwo z myślą o rynku lokalnym. Do momentu wybuchu I wojny światowej zakład rozwijał się, w 1914 roku zwiększając zatrudnieniu z sześciu do szesnastu pracowników. W tym okresie produkowane były cztery rodzaje piwa (bawarskie, lagrowe, pilzneńskie i kulmbachskie), a wielkość produkcji wynosiła niecałe pięć tysięcy hektolitrów. W okresie wojennym browar zawiesił działalność, wznawiając ją w roku 1920. W 1927 roku zakład zawiesił działalność. Po II wojnie światowej zabudowania dawnego browaru zostały własnością pralni i farbiarni Kryształ, a od 1956 roku Huty Szkła w Zawierciu.

## Istniejące browary

### Browar na Jurze

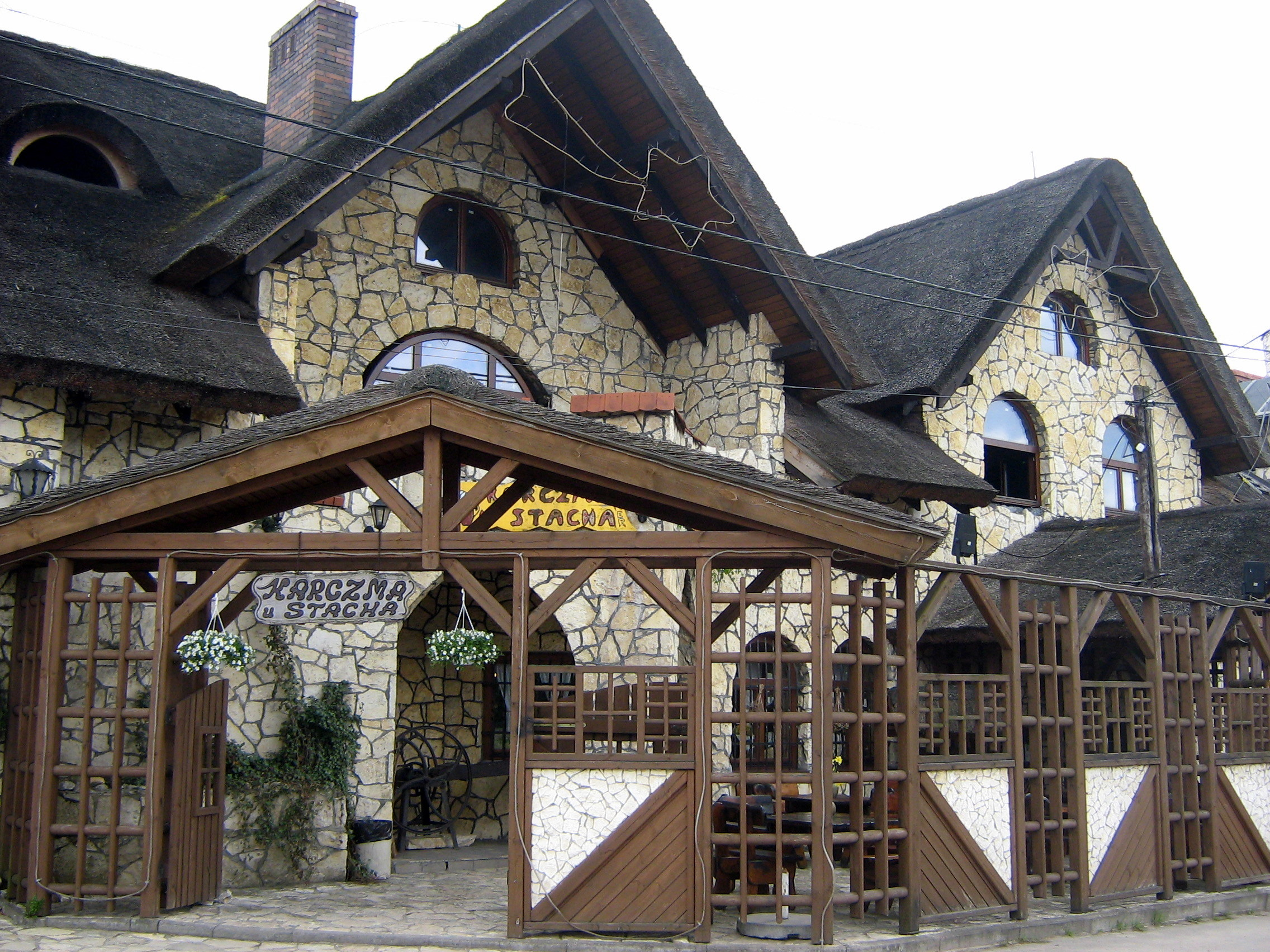
Piwiarnia Browaru na Jurze

Browar powstał w 1997 roku na terenie dawnej mleczarni jako firma rodzinna Piątków. Początkowo produkcja obejmowała piwo jasne pełne. W 2000 roku przy browarze powstała piwiarnia i restauracja. W późniejszym czasie nastąpiło poszerzenie oferty. W 2010 roku zakład wytwarzał m.in. piwa miodowe, pszeniczne czy stouty, łącznie siedem rodzajów piw. W 2011 roku w browarze produkcję rozpoczął browar kontraktowy Pinta. 

### Browar Jana
Zakład został założony w 2015 roku przez Jana i Krystynę Łapajów przy Hotelu Villa Verde. W 2018 roku browar rozpoczął produkcję oficjalnego piwa Aluronu Virtu Warty Zawiercie.